# África (película)
África es una película española de 1996 dirigida por Alfonso Ungría.
La siguiente película de Ungría, El deseo de ser piel roja, es una secuela de esta película, siguiendo a su protagonista, Martín.

## Sinopsis
Martín (Zoe Berriatúa) es un chico que vive en el barrio madrileño de San Blas. Está muy enfadado con su padre Arturo (Imanol Arias) porque le culpa de la sospechosa muerte de su madre. Gracias a su novia África (Elena Anaya), que será su hermanastra, le ayudará a vengarse.

## Reparto
- Zoe Berriatúa como Martín.
- Imanol Arias como Arturo.
- Elena Anaya como África.
- Julie Carmen como Isabel.
- Chema Muñoz como hermano de Arturo.
- Pepa López como Berta.
- Miguel Arribas como comisario.
- Carmen Balagué como Rosa.

## Producción
Para el elenco, fue Katrina Bayonas quien propuso a Elena Anaya que mintiese en su edad para hacerse con el papel de la novia de 16 años de Martín, el personaje de Zoe Berriatúa. Anaya consiguió el papel, siendo su primer protagónico en un largometraje.

## Recepción
La película fue recibida con celebración por la vuelta de Ungría al cine tras casi una década desde La conquista de Albania y sus proyectos para televisión Gatos en el tejado y Hasta luego, cocodrilo, de éxito moderado. Aun así, las críticas también dejaron entrever algunos fallos de la película, faltándole pulido para llegar a ser un éxito de primer orden.